# Зенгали
Зенгали (чечен. Зингала) — покинутое село в Галанчожском районе Чечни.

## География
Расположено на юго-западе Ачхой-Мартановского района.

## История
Аул Зенгали был ликвидирован в 1944 году во время депортации чеченцев. После восстановления Чечено-Ингушской АССР в 1956 году чеченцам было запрещено селиться в данном районе.